# Хайкиды
Хайки́ды, или Хайказуни́ (арм. Հայկազունի), — легендарная династия первых царей Древней Армении. Основателем династии является прародитель армян Хайк — эпоним самоназвания армян hay и Армении Haykˈ или Hayastan.
Согласно преданию, изложенному в «Истории Армении» Мовсеса Хоренаци (V век), патриарх Хайк объединил армян, разгромил в сражении при Айоц-дзоре войска вавилонского титана Бэла и положил начало армянской государственности. Согласно древнеармянскому календарю, это произошло первого числа месяца Навасард — 11 августа. Мхитаристы считали, что в легенде отражены реальные исторические события: Гевонд Алишан датировал сражение 2492 г. до н. э., в то время как Микаэл Чамчян в своей «Хронологической Таблице» отмечал 2107 г. до н. э.
Второе название, под которым известны армяне другим народам, — armen — стало основным для обозначения страны древними персами, греками, сирийцами и другими соседними народами. Мовсес Хоренаци связывал его с именем царя Арама Хайкида: «Арам совершил много доблестных подвигов в сражениях… он раздвинул пределы Армении во все стороны. Все народы называют нашу страну по его имени, например, греки — Армен, персы и сирийцы — Арменикк». Армянский автор VII века Себеос связывал данный этноним с именем другого представителя рода Хайкидов — с Араманяком, или Арменаком.

## Генеалогия

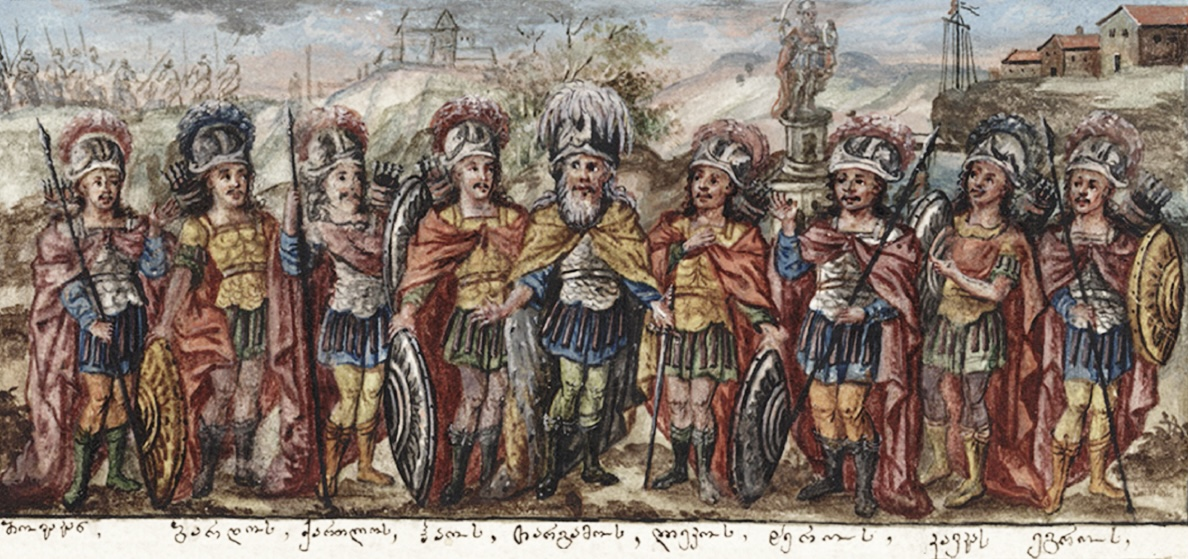
Фогарма и его сыновья. Миниатюра из грузинской рукописи. Около 1700 года.

1. Ной
2. Иафет
3. Гомер
4. Фирас
5. Фогарма
6. Хайк
7. Араманяк
8. Арамаис
9. Амасия
10. Гегам
11. Арма
12. Арам
13. Ара Прекрасный

## Хайкиды в средневековой Армении
Средневековые армянские авторы Мовсес Хоренаци и Мовсес Дасхуранци (Каланкатуаци) возводили происхождение армянского населения провинций Сюник, Арцах и Утик к легендарному предку Сисаку Хайкиду. От его потомка Арана, которого армянский царь Валаршак назначил княжить в Алуанке, пошли князья Араншахики. Через Арана к прародителю армян Хайку Мовсес Дасхуранци также возводил царя Парисоса Йовханнеса-Сенекерима.